# Дашава — Киев
Газопровод Дашава — Киев — магистральный газопровод на территории Украинской ССР, введенный в эксплуатацию в 1948 г.

## История
Строительство трубопровода началось в 1946 году — официально 6 августа — и уже через два года он был готов к транспортировке природного газа. Дашавское газовое месторождение (Западная Украина) стала основной ресурсной базой для магистрального газопровода. Газовая магистраль пересекла на своем пути 230 переходов через естественные и искусственные преграды (24 реки, 36 железных дорог, 46 шоссейных дорог, 139 болот и балок). Трассу обслуживали 573 км воздушной линии связи с 57 селекторными пунктами. Было построено 49 домов линейных обходчиков и созданы аварийно-ремонтные пункты (АРП) в Тернополе, Красилове и Бердичеве.
Общая протяжённость — 509,6 км, диаметр трубы — 500 мм, пропускная способность — 1500000 м³ в сутки.
Эксплуатация газопровода началась 1 октября 1948 г. В этом же году природный газ получил и г. Тернополь. Для обслуживания магистрали было создано Управление по эксплуатации газопровода «Дашава-Киев», которое имело в своём составе 5 районных управлений в городах Тернополь, Красилов, Бердичев, Киев и в с. Гнездичев. Этот день считается днём рождения «Киевтрансгаза».
После введения в эксплуатацию этого магистрального газопровода началась широкая газификация послевоенных городов Украинской ССР.
Магистральный газопровод "Дашава - Киев - Брянск - Москва" (ДКБМ).
В 1951 г. магистральный газопровод "Дашава - Киев" был продлен через г. Брянск до Москвы и стал называться "Дашава — Киев - Брянск - Москва". Его протяженость составила 1301 км. Новый участок был сдан в эксплуатацию 18 января 1952 года. Конечным пунктом этой газовой магистрали стал контрольно-распределительный пункт (КРП-10) в п. Газопровод Московской области (ныне район Коммунарка г. Москвы).
В 1962 году к газопроводу  были подключены Литовская ССР и Латвийская ССР, которые таким образом получили первые поставки природного газа[1].
С открытием новых мощных газовых месторождений на территории Украиской ССР в 1966 году газопровод «Дашава-Киев», подключённый к первой нитке газопровода «Шебелинка-Полтава-Киев», стал работать как распределительный газопровод и газ по нему пошёл в обратном направлении (реверс) с Востока на Запад.

## Мощность
До 1956 г. магистральный газопровод "Дашава-Киев" был самым мощным в Европе. Его пропускная способность составляла около 2 млрд м³ в год.